# Nuottisaari (ö i Kajanaland, Kajana, lat 64,35, long 27,61)
Nuottisaari är en ö i Finland. Den ligger i sjön Ule träsk och i kommunen Paldamo i den ekonomiska regionen  Kajana ekonomiska region  och landskapet Kajanaland, i den centrala delen av landet, 500 km norr om huvudstaden Helsingfors. Öns area är 21 hektar och dess största längd är 0,6 kilometer i nord-sydlig riktning.